# 오쓰카 쇼
오쓰카 쇼(일본어: 大塚 翔, 1995년 7월 25일~)는 일본의 축구 선수이다.

## 구단 경력
그는 2018년 J3리그의 FC 류큐에 입단했다. 2018년 J3리그 우승으로 J2리그로 승격했다.